# Bernard Cornwell
Bernard Cornwell (Londra, 23 febbraio 1944) è uno scrittore britannico.
Dopo aver lavorato a lungo nella BBC, si è dedicato interamente alla letteratura, specializzandosi in romanzi storici e d'avventura.
È noto per la serie di romanzi incentrata sulle avventure di Richard Sharpe, per la quadrilogia dedicata alla ricerca del Sacro Graal e per la saga de Il romanzo di Excalibur.

## Biografia
Cornwell nacque a Londra nel 1944, il padre era un uomo dell'aeronautica canadese e la madre era una donna inglese membro della Women's auxiliary air force. Venne adottato nell'Essex dalla famiglia Wiggins. Dopo la morte del padre adottivo cambiò il suo cognome in Cornwell, il cognome della sua madre naturale.
Ha incontrato il padre naturale per la prima volta all'età di 58 anni.
Ha frequentato la Monkton Combe School e si è laureato al collegio di San Marco e di San Giovanni, dopo ha lavorato come insegnante.
Ha tentato di arruolarsi nelle forze armate britanniche almeno tre volte, ma è stato respinto per motivi di miopia.
In seguito al suo lavoro di insegnante, Cornwell si è unito alla BBC e fu poi promosso a capo degli affari correnti alla BBC Northern Ireland.
Successivamente è entrato nella Thames Television come redattore del Thames News.
Si sposò e la coppia ebbe una figlia, successivamente divorziò e si risposò con una donna statunitense e nel 1979 si trasferì negli Stati Uniti.

## Opere

### Le avventure di Richard Sharpe (The Sharpe Stories)
La serie di Sharpe segue la carriera di Arthur Wellesley, I duca di Wellington, prima durante le campagne militari britanniche in India, poi durante le guerre napoleoniche, attraverso gli occhi di Richard Sharpe, che all'inizio della vicenda è un soldato semplice dell'esercito britannico. Il ciclo si compone di più di venti titoli, ma solo pochi titoli sono usciti in Italia. L'ordine dei titoli di seguito rispetta l'ordine cronologico della storia, non dell'uscita editoriale.
1. La sfida della tigre (Sharpe's Tiger, 1997) (Longanesi, 2001, ISBN 978-88-304-1916-2 - Tea, 2002, ISBN 978-88-502-0190-7)
2. Territorio nemico (Sharpe's Triumph, 1998) (Longanesi, 2002, ISBN 978-88-304-1977-3 - Tea, 2004, ISBN 978-88-502-0591-2)
3. Assalto alla fortezza (Sharpe's Fortress, 1999) (Longanesi, 2003, ISBN 978-88-304-2052-6 - Tea, 2005, ISBN 978-88-502-0732-9)
4. L'eroe di Trafalgar (Sharpe's Trafalgar, 2000) (Longanesi, 2004, ISBN 978-88-304-2130-1 - Tea, 2006, ISBN 978-88-502-1022-0)
5. Cacciatore e preda (Sharpe's Prey, 2001) (Longanesi, 2005, ISBN 978-88-304-2233-9 - Tea, 2007, ISBN 978-88-502-1321-4)
6. I fucilieri di Sharpe (Sharpe's Rifles, 1988) (Longanesi, 1999, ISBN 978-88-304-1685-7 - Tea, 2001, ISBN 978-88-7818-957-7 )
7. Sharpe all'attacco (Sharpe's Havoc, 2003) (Longanesi, 2007, ISBN 978-88-304-2261-2 - Tea, 2008, ISBN 978-88-502-1724-3)
8. Le aquile di Sharpe (Sharpe's Eagle, 1981) (Longanesi, 2008, ISBN 978-88-304-1686-4 - Tea, 2009, ISBN 978-88-502-1893-6), precedentemente L'aquila del capitano Sharpe (Sperling & Kupfer, 1982, ISBN 978-88-200-0250-3)
9. L'oro di Sharpe (Sharpe's Gold, 1981) (Longanesi, 2009, ISBN 978-88-304-2642-9 - Tea, 2011, ISBN 978-88-502-2402-9)
10. L'ultimo baluardo (Sharpe's Escape, 2004) (Longanesi, 2013, ISBN 978-88-304-3431-8 - Tea, 2014, ISBN 978-88-502-3532-2)
11. Sharpe's Fury (Harper Collins 2006)
12. Sharpe's Battle (Harper Collins 1995)
13. Sharpe's Company (Harper Collins 1982)
14. Sharpe's Sword (Harper Collins 1983)
15. Sharpe's Skirmish (Sharpe Appreciation Society 2002)
16. Sharpe's Enemy (Harper Collins 1984)
17. Sharpe's Honour (Harper Collins 1985)
18. Sharpe's Regiment (Harper Collins 1986)
19. Sharpe's Christmas (Sharpe Appreciation Society 2003)
20. Sharpe's Siege (Harper Collins 1987)
21. Sharpe's Revenge (Harper Collins 1989)
22. Sharpe's Waterloo (Harper Collins 1990)
23. Sharpe's Ransom (Sharpe Appreciation Society 2003)
24. La conquista di Parigi (Sharpe's Assassin, 2021) (Longanesi, 2023, ISBN 9788830460195)
25. Sharpe's Devil (Harper Collins 1992)
26. Sharpe's Command (Harper Collins 2023)

### Il romanzo di Excalibur (The Warlord Chronicles)
La saga de il romanzo di Excalibur consiste di tre libri, ma nell'edizione italiana il secondo e il terzo sono stati divisi in due. La serie è ambientata nel sesto secolo, e descrive la temporanea resistenza dei Britanni all'invasione da parte dei Sassoni provenienti da est.
1. Il re d'inverno (The Winter King, 1995) (Mondadori, 1998, ISBN 978-88-04-44826-6 - Tea, 2012, ISBN 978-88-502-2771-6)
2. Il cuore di Derfel (Enemy of God, 1996) (Mondadori, 1998, ISBN 978-88-04-45247-8 - Tea, 2013, ISBN 978-88-502-3153-9)
3. La torre in fiamme (Enemy of God, 1996) (Mondadori, 1998, ISBN 978-88-04-45246-1)
4. Il tradimento (Excalibur, 1997) (Mondadori, 1998, ISBN 978-88-04-45245-4)
5. La spada perduta (Excalibur, 1997) (Mondadori, 1998, ISBN 978-88-04-45244-7)

### Alla ricerca del Santo Graal (The Grail Quest)
Un ciclo di romanzi ambientato durante la prima fase della guerra dei cent'anni, dall'assedio di La Roche-Derrien (1342) alla Battaglia di Poitiers (1356). Protagonista della serie, composta dai seguenti quattro volumi, è l'arciere inglese Thomas di Hookton:
1. L'arciere del re (Harlequin, 2000 oppure The Archer's Tale) (Longanesi, 2001, ISBN 978-88-304-1937-7 - Tea, 2003, ISBN 978-88-502-0382-6)
2. Il cavaliere nero (Vagabond, 2002) (Longanesi, 2003, ISBN 978-88-304-2084-7 - Tea, 2004, ISBN 978-88-502-0714-5)
3. La spada e il calice (Heretic, 2003) (Longanesi, 2004, ISBN 978-88-304-2159-2 - Tea, 2006, ISBN 978-88-502-1154-8)
4. L'eroe di Poitiers (1356, 2012) (Longanesi, 2013, ISBN 978-88-304-3768-5 - Tea, 2014, ISBN 978-88-502-3693-0)

### Le storie dei re sassoni (The Saxon Stories/Last Kingdom)
La storia è ambientata nel IX secolo ai tempi dell'invasione dei regni anglosassoni da parte dei danesi e della relativa riconquista iniziata da Alfredo il grande che portò alla nascita del Regno d'Inghilterra. Il protagonista è un nobile del Regno di Northumbria di nome Uthred.
1. L'ultimo re (The Last Kingdom, 2004) (Longanesi, 2006, ISBN 978-88-304-2254-4 - Tea, 2007, ISBN 978-88-502-1486-0)
2. Un cavaliere e il suo re (The Pale Horseman, 2007) (Longanesi, 2007, ISBN 978-88-304-2383-1 - Tea, 2008, ISBN 978-88-502-1744-1)
3. I re del nord (The Lords of the North, 2008) (Longanesi, 2008, ISBN 978-88-304-2417-3 - Tea, 2009, ISBN 978-88-502-2054-0)
4. Il filo della spada (Sword Song, 2009) (Longanesi, 2009, ISBN 978-88-304-2641-2 - Tea 2010, ISBN 978-88-502-2263-6)
5. Il signore della guerra (The Burning Land, 2009) (Longanesi, 2010, ISBN 978-88-304-2810-2 - Tea, 2011, ISBN 978-88-502-2647-4)
6. La morte dei re (Death of Kings, 2011) (Longanesi, 2012, ISBN 978-88-304-3392-2 - Tea, 2013, ISBN 978-88-502-3249-9)
7. Re senza Dio (The Pagan Lord, 2013) (Longanesi, 2014, ISBN 978-88-304-3937-5 - Tea, 2015, ISBN 978-88-502-4157-6)
8. Il trono senza re (The Empty Throne, 2014) (Longanesi, 2017, ISBN 978-88-304-4697-7 - Tea, 2018, ISBN 978-88-502-5185-8)
9. I guerrieri della tempesta (Warriors of the Storm, 2015) (Longanesi, 2018, ISBN 978-88-304-4960-2 - Tea, 2019 ISBN 978-88-502-5564-1)
10. Un trono in fiamme (The Flame Bearer, 2016) (Longanesi, 2019, ISBN 8830453072)
11. La guerra del lupo (War of the Wolf, 2018) (Longanesi, 2020, ISBN 9788830455153)
12. La spada dei re (Sword of Kings, 2019) (Longanesi, 2021, ISBN 9788830457355)
13. Il destino del guerriero (War Lord, 2020) (Longanesi, 2022, ISBN 9788830460447)

### The Starbuck Chronicles
Una serie di romanzi, inediti in Italia, ambientati durante la guerra civile americana. Il protagonista, Nathaniel Starbuck, è un nordista schieratosi però con la Confederazione.
1. Rebel (Harper Collins 1993)
2. Copperhead (Harper Collins 1994)
3. Battle Flag (Harper Collins 1995)
4. The Bloody Ground (Harper Collins 1996)

### Altri romanzi storici
Romanzi autoconclusivi (non inseriti in alcuna serie) con ambientazione storica. Soltanto alcuni sono stati tradotti in italiano.
- (EN) Redcoat (Michael Joseph Ltd. 1987)
- Stonehenge (Stonehenge: A Novel of 2000 BC, 1999) (Longanesi, 2000, ISBN 978-88-304-1830-1 - Tea, 2002, ISBN 978-88-502-0246-1)
- (EN) Gallows Thief (Harper Collins 2001)
- L'arciere di Azincourt (Azincourt, 2008) (Longanesi, 2010, ISBN 978-88-304-2714-3 - Tea, 2011, ISBN 978-88-502-2490-6)
- L'ultima fortezza (The Fort, 2010) (Longanesi, 2011, ISBN 978-88-304-3189-8 - Tea, 2012, ISBN 978-88-502-2936-9)
- La congiura dei fratelli Shakespeare (Fools and Mortals, 2017) (Longanesi, 2019, ISBN 978-88-304-5142-1)

### I thriller (The Sailing Books)
Romanzi ambientati in epoca contemporanea, tutti legati al tema della navigazione per mare. 
1. (EN) Wildtrack (Penguin Group 1988)
2. Il mistero dei Girasole (Sea Lord o Killer's Wake, 1989) (Longanesi, 1989, ISBN 978-88-304-1014-5 - Tea, 1993, ISBN 978-88-7819-426-7)
3. Scia di fuoco (Crackdown oppure Murder Cay, 1990) (Longanesi, 1993, ISBN 978-88-304-1135-7 - Tea, 1995, ISBN 978-88-7819-760-2)
4. Figlia della tempesta (Stormchild, 1991) (Longanesi, 1995, ISBN 978-88-304-1292-7 - Tea, 1996, ISBN 978-88-7818-030-7)
5. (EN) Scoundrel (Penguin Group 1992)

### Saggistica
- Waterloo (Waterloo: The History of Four Days, Three Armies and Three Battles, 2014) (Longanesi, 2014, ISBN 978-88-304-4089-0 - Tea, 2015, ISBN 978-88-3044-089-0)
- Ha all'attivo diverse collaborazioni con la casa editrice Osprey Publishing

## Adattamenti
Nel 1993 la BBC dà il via ad una serie di film basati sui romanzi del ciclo di Sharpe, con l'attore Sean Bean nel ruolo del protagonista Richard Sharpe. Fino al 1997 vengono prodotti 14 episodi, prima di una pausa di alcuni anni. Il quindicesimo e il sedicesimo episodio, infatti, sono rispettivamente del 2006 e del 2008.
Sempre la BBC nel 2014 annuncia un adattamento televisivo delle storie dei re sassoni, intitolato The Last Kingdom. La serie va in onda su BBC America e BBC Two a partire dal 10 ottobre 2015.
Nel 2020, Epix ha annunciato che un adattamento televisivo live-action di "Il Romanzo di Excalibur", intitolato The Winter King, era in fase di sviluppo con One Big Picture e Bad Wolf. il 4 aprile 2022 Bad Wolf annuncia che Kate Brooke e Ed Whitmore sarebbero stati gli showrunner della serie, che le riprese sarebbero iniziate nel 2022 e che la serie non sarebbe più andata in onda su Epix.